# Johannes Skylitzes

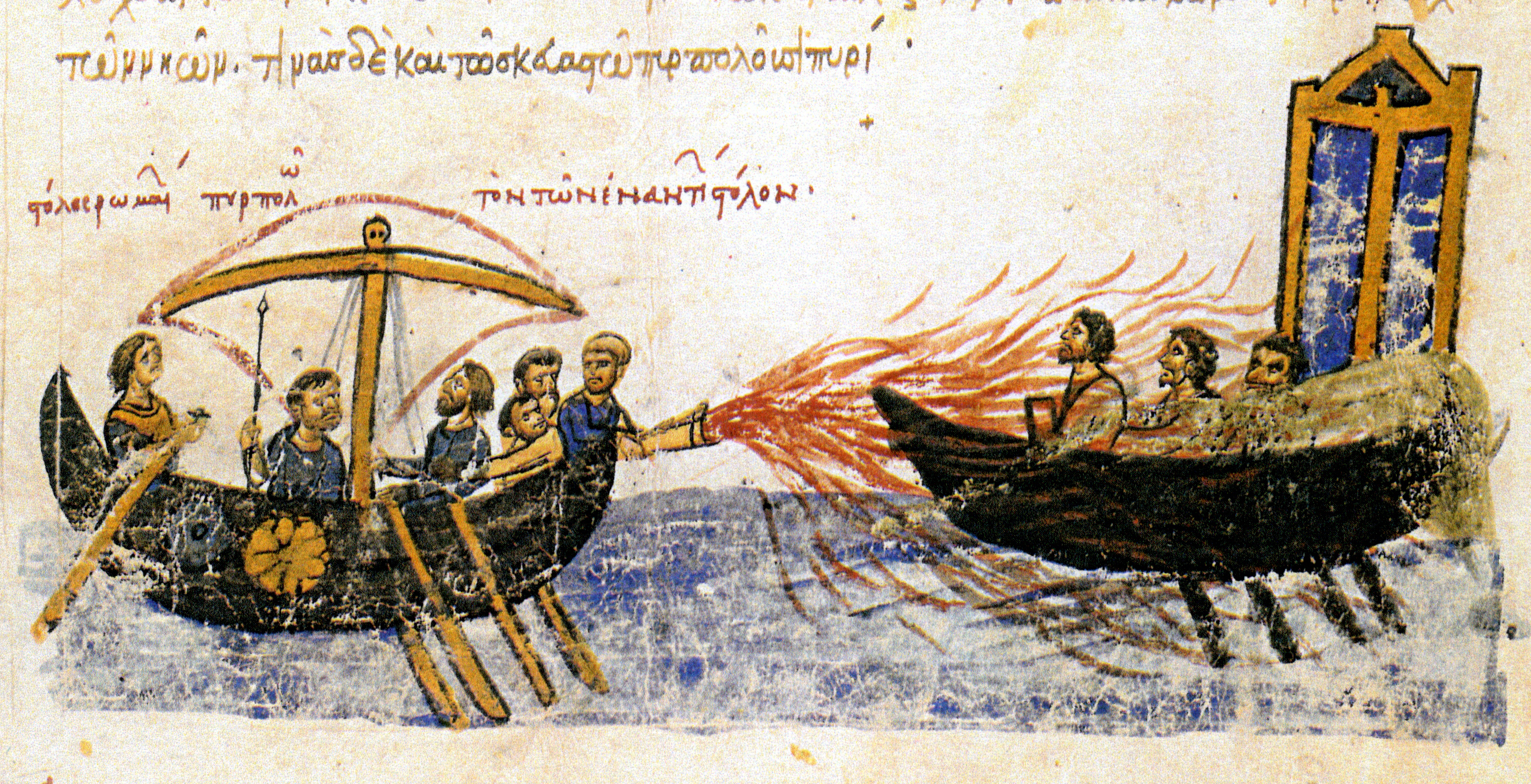
Afbeelding van Grieks vuur uit het Madrileense manuscript van Skylitzes

Johannes Skylitzes (Oudgrieks Ἰωάννης Σκυλίτζης, ook Σκυλλίτζης/Σκυλίτσης, in het Latijn Iōannēs Skylitzēs/Skyllitzēs/Skylitsēs) (tussen 1040/1045 - na 1101) was een Byzantijns Grieks historicus die in de tweede helft van de 11e eeuw leefde.